# 尤草紙
尤草紙（もっとものそうし）は、1632年に刊行された『枕草子』をパロディとした仮名草子である。「枕」をもじって「尤」とした。「尤之草紙」「尤双紙」「尤之双紙」などとも表記する。大本2冊2巻。1632年（寛永9年）恩阿斎刊、後印本に1634年（寛永11年）中野道伴版、覆刻版に1649年（慶安2年）藤井吉兵衛版と同版の婦屋仁兵衛版、江戸版絵入の1673年（寛文13年）松会版がある。

## 概要
作者は斎藤徳元とも烏丸光広とも言われるが、未詳である。徳元が当時出入りしていた八条宮智忠親王のために執筆したらしい。
慶長頃から『枕草子』の「ものはづくし」が流行しており、『犬枕』『仮枕』『世の中に』の写本や小瀬甫庵『童蒙先習』の版本などが存在した。このブームに乗って、「ながき物」「みじかき物」など全80条について記した随筆風の作品である。